# Milan Stanković
Milan Stanković (srbsky Милан Станковић; 9. září 1987 Obrenovac, Jugoslávie) je srbský zpěvák.
Známým v široké veřejnosti se stal účasti v soutěži Zvezdama Granda (2007), ve které se dostal do superfinále. Reprezentoval Srbsko na soutěži Eurovision Song Contest 2010 s písní Ovo je Balkan, kde ve finále skončil osmý.
V televizní soutěži Zvezdama Granda byl mezi favority, ale ve finále byl poražen Dušanem Svilarem. V soutěži zpíval písně různých žánrů, jejich původní autoři jsou Zdravko Čolić, Željko Samardžić apod. Popularitu si získal i přezpíváním písně Zdravka Čoliće Krasiva. Typický je pro něj jeho účes, který je na balkánské hudební scéně ojedinělý.
Roku 2007 se jeho singly objevily na kompilačních deskách Zvezdy Grandy (prodáno 100 tisíc kopií). V květnu 2009 vyšlo jeho první album Solo, kterého se prodalo přibližně 50 tisíc kopií.

## Diskografie

### Alba
- Solo (2009)
- Milan (2015)

### Singly
- Ovo je Balkan (2010)
- Perje (2011)
- Mama (2012)
- Od mene se odvikavaj (2013)
- Luda ženo (2014)
- Mašina (2015)
- Nisi mu ti žena (2015)
- Gadure (2015)
- Faktor rizika (2015)
- Nešto protiv ljubavi (2015)
- Kao nikad, kao nekad (2015)
- Ego (2017)
- Sve što ne smemo (2017)
- Trans (2018)
- Kripton (2018)
- Brane mi te (2019)
- Pablo (ft. Jala Brat, Buba Corelli; 2020)

## Videografie
| Název                | Rok  | Režie                   |
| -------------------- | ---- | ----------------------- |
| Face                 | 2009 |                         |
| Mama                 | 2012 | DM SAT PRODUCTION VIDEO |
| Od mene se odvikavaj | 2013 | Milan Stankovic/Ljubba  |
| Mašina               | 2015 | Toxic Entertainment     |
| Nisi mu ti žena      | 2015 | Toxic Entertainment     |
| Gadure               | 2015 | Toxic Entertainment     |
| Faktor rizika        | 2015 | Milan Stankovic/Ljubba  |
| Nešto protiv ljubavi | 2015 | Ljubba                  |
| Ego                  | 2017 | Ljubba                  |
| Sve što ne smemo     | 2017 | Toxic Entertainment     |
| Trans                | 2018 | Milan Stankovic/Ljubba  |
| Kripton              | 2018 | Milan Stankovic/Ljubba  |
| Brane mi te          | 2019 | Milan Stankovic/Ljubba  |